# Czystek szary
Czystek szary, czystek siwy (Cistus × incanus L.) – gatunek mieszańcowy czystka, należący do rodziny czystkowatych (posłonkowatych) (Cistaceae). Jest mieszańcem dwóch gatunków: Cistus albidus L. i Cistus crispus L. Nie należy mylić z Cistus incanus auct., który jest synonimem czystka kreteńskiego Cistus creticus L..
Czystek szary występuje w krajach Europy Południowej i Azji Mniejszej.

## Morfologia i biologia
Gęsty krzew o wysokości do 1,5 m i podobnej szerokości. Liście o długości do 5 cm, jajowate, pomarszczone. Na obydwu stronach posiadają gruczoły wytwarzające żywicę. Pędy wyprostowane. Kwiaty różowe o średnicy 3–7 cm, mające od 3–8 pomiętych płatków korony.  Kwitnie od marca do czerwca. Podczas kwitnienia kwiaty podobne są do kwiatów dzikiej róży.
Rośnie na glebach wapiennych, w miejscach skalistych.

## Zastosowanie
- Otrzymuje się z niego ladanum. W Księdze Rodzaju cytowane jest hebrajskie słowo lōţ, tłumaczone później na ladanum, a w Biblii Tysiąclecia jako żywica. Słowo lōţ pojawia się w dwóch miejscach: „Kiedy potem zasiedli do posiłku, ujrzeli z dala idących z Gileadu kupców izmaelskich, których wielbłądy niosły wonne korzenie, żywicę i olejki pachnące, szli oni do Egiptu” (Rdz 37,25) oraz: „Zabierzcie jednak w wasze wory to, co w naszym kraju jest najcenniejszego i zanieście owemu człowiekowi w darze: nieco wonnej żywicy, nieco miodu, wonnych korzeni, olejków, owoców, pistacji i migdałów” (Rdz 43,11). Zdaniem większości badaczy roślin biblijnych wymienione w Biblii ladanum pochodzi od czystka szarego lub czystka kreteńskiego (Cistus cretica), obydwa te gatunki występują bowiem w Palestynie[6].

- W krajach o ciepłym klimacie (strefy mrozoodporności 8-10) jest uprawiany jako roślina ozdobna[5].
- W tradycyjnej medycynie ludowej krajów w basenie Morza Śródziemnego używano go do leczenia zakażeń i stanów zapalnych układu moczowego, nieżytów przewodu pokarmowego, schorzeń wątroby, skóry, układu oddechowego i stanów zapalnych stawów[7].